# Paul Morton
Paul Morton (Detroit, 22 maggio 1857 – New York, 19 febbraio 1911) è stato un politico statunitense.

## Biografia
Fu il trentaseiesimo segretario della marina statunitense sotto il presidente degli Stati Uniti d'America Theodore Roosevelt. Figlio di Julius Sterling Morton e fratello di Joy Morton fu anche vicepresidente della Atchison, Topeka and Santa Fe Railway (compagnia ferroviaria americana operativa tra il 1859 e il 1995).